# Céline Mauge
 (octobre 2021).
Céline Mauge est une actrice et auteure-compositrice-interprète française, également connue sous le nom de Laughing Seabird.
Elle est la voix française de Meredith Grey dans Grey's Anatomy et d'Alex et Mandy dans les Totally Spies!, ainsi que la voix off de l’émission Baby Boom.

## Biographie

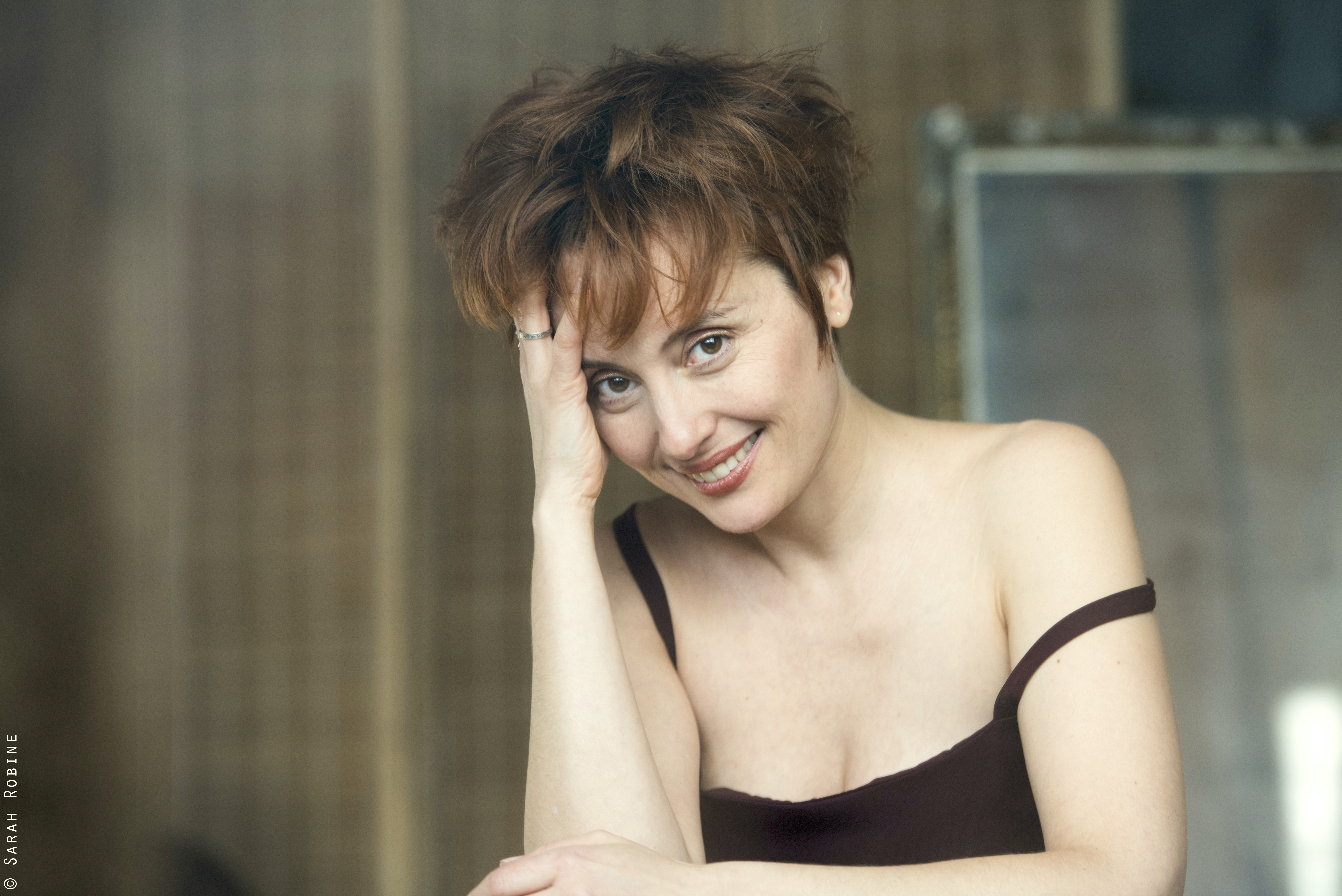
Céline Mauge photographiée par Sarah Robine - 2021.

Céline Mauge commence les cours de théâtre très jeune et devient comédienne à l’âge de 20 ans. Elle pratique divers registres, techniques, expériences de scènes et de tournages jusqu’à l'édition des Molières 2015 où elle obtient le Molière du théâtre public, distinction collégiale pour Les Coquelicots des Tranchées mis en scène par Xavier Lemaire .
En 2006, alors qu’elle interprète Chloratis dans l’Opéra-Rock de Boris Bergman La Nuit du Rat, la transition s’amorce vers la musique. Elle apprend le chant et à la guitare. Elle écrit et compose en 2016 sous le nom de Laughing Seabird son premier album : And I become. 
En mai 2021, elle sort son deuxième album The Transformation Place.
En 2022, elle est le rôle principal du film Ça tourne à Saint-Pierre-et-Miquelon de Christian Monnier aux côtés de Philippe Rebbot, Jules Sitruk, Claire Nadeau, Patrick Bouchitey et Dominique Pinon.
Active également dans le doublage, elle est entre autres la voix française récurrente de Sienna Miller, Emmanuelle Chriqui, Mischa Barton, Ginnifer Goodwin et Selma Blair ainsi que la voix d'Ellen Pompeo (Meredith Grey) dans la série télévisée Grey's Anatomy, de Jennifer Lawrence dans la dernière trilogie X-Men ou encore dans Totally Spies dans laquelle elle est Alex et Mandy.

## Théâtre
- 1994-1996 :  Spectacles d’improvisation interactifs avec Gen Berger
- 1996-1998 :  Double Jeu de Benoit Demay, mise en scène Jean-Paul Queret / Fanny Fajner
- 1997-1998 : L'École des Femmes de Molière, mise en scène Jean-Luc Jeener
- 1997-1998 : Les Femmes Savantes de Molière, mise en scène Jean-Luc Jeener
- 1997-1998 : Gros René Écolier de Molière, assistante mise en scène de Thomas Le Douarec
- 1997 : Il ne faut jurer de rien de Alfred de Musset, mise en scène Catherine Brieux
- 1998 : La Cigogne n’a qu’une Tête d'Igor Futterer, mise en scène Igor Futterer
- 1999 : La Thébaïde de Jean Racine, mise en scène Delphin Lacroix
- 2000 : Agnès de Catherine Anne, mise en scène Delphin Lacroix
- 2000 : La Quenouille de Barberine de Alfred de Musset, mise en scène Julie Ravix
- 2000 : À quoi rêvent les jeunes filles de Alfred de Musset, mise en scène Jean-Luc Jeener
- 2002 : Décavé le Théâtre de Karl Valentin, mise en scène Christian Huitorel
- 2003 : La Folle Aventure, de Matthieu Bernard, Éric Delarue et Alexis Victor, mise en scène Michaël Vander-Meiren
- 2004-2005 : Léonce et Léna de Georg Büchner, mise en scène Christian Huitorel
- 2006 : La Nuit du Rat, opéra-rock de Boris Bergman, [Richard Leduc et Paul Ives, mise en scène Richard Leduc
- 2008-2009 : Nous les héros de Jean-Luc Lagarce, mise en lecture Michèle Ulrich
- 2012-2013 : La Boutique de L'Orfèvre de Karol Wojtyła, mise en scène Marie-Valentine Maistre
- 2012-2013 : Les Bonnes de Jean Genet, mise en scène Alexandre Berdat
- 2013 : L'Amant de Harold Pinter, mise en scène Alexandre Berdat
- 2014 : Le Bacchus Œnologique Show de Benoit Szakow, mise en scène Laurence Hétier
- 2014-2015 : Les Coquelicots des Tranchées de Georges-Marie Jolidon, adaptation Xavier Lemaire, mise en scène Xavier Lemaire - Prix du public Avignon 2014 et Molière du Théâtre Public 2015

## Filmographie

### Cinéma

#### Longs métrages
- 2000 : La Parenthèse enchantée de Michel Spinosa
- 2002 : La Fiancée de Dracula de Jean Rollin : Sœur Tourière
- 2008 : Arezki, l'insoumis de Djamel Bendeddouche : Albertine Auclair
- 2018 : Voyez comme on danse de Michel Blanc : la pharmacienne
- 2022 : Ça tourne à Saint-Pierre-et-Miquelon de Christian Monnier : Céline Mauge

#### Courts métrages
- 1998 : Tu ne tueras point, heu… juste un p'tit peu de Marc Boyer
- 1999 : Voisin, voisine de Christophe Gourjon
- 1999 : Albert de François Susset
- 1999 : Naïves hirondelles de Jean-Baptiste Peiger (d’après Roland Dubillard)
- 2000 : Ma Forever de Ida Techer
- 2002 : Connexion en cours... de Raphaël Ozanne
- 2004 : Le Train-train quotidien de Thierry Gippet
- 2005 : Lost Souls de Pauline Boccara
- 2005 : Semblants de Mathieu Rigot
- 2006 : Réveille-là de Thierry Gippet
- 2008 : Les Confession pro d'un dragueur patenté de Muriel Moreno
- 2008 : Les Speed dating de Léopold Simalty
- 2013 : Le Monde à l'envers de Laly Todeschini-Perret
- 2013 : L'Amateur de Murielle Damain
- 2014 : Petits secrets entre voisins

## Discographie
- 2016 : And I become…
- 2021 : The Transformation Place

## Doublage

### Cinéma

#### Films
- Sienna Miller dans :
  - Casanova (2005) : Francesca Bruni
  - American Sniper (2014) : Taya Renae Kyle
  - À vif ! (2015) : Helene
  - High-Rise (2016) : Charlotte Melville
  - Live by Night (2017) : Emma Gould
  - The Lost City of Z (2017) : Nina Fawcett
  - The Catcher Was a Spy (2018) : Estella Huni
  - Horizon : Une saga américaine, chapitre 1 (2024) : Frances Kittredge

- Selma Blair dans :
  - La Revanche d'une blonde (2001) : Vivian Kensington
  - En bonne compagnie (2004) : Kimberly
  - Alibi (2006) : Adelle
  - Purple Violets (2007) : Patti Petalson

- Emmanuelle Chriqui dans :
  - Cadillac Records (2008) : Revetta Chess
  - Entourage (2015) : Sloan
  - L'Alchimie de Noël (2019) : Madison
  - Die in a Gunfight (en) (2021) : Barbie

- Jennifer Lawrence dans :
  - X-Men : Le Commencement (2011) : Raven Darkholme / Mystique
  - X-Men: Days of Future Past (2014) : Raven Darkholme / Mystique
  - X-Men: Apocalypse (2016) : Raven Darkholme / Mystique
  - X-Men: Dark Phoenix (2019) : Raven Darkholme / Mystique

- Ginnifer Goodwin dans :
  - Le Sourire de Mona Lisa (2003) : Connie Baker
  - Rendez-vous avec une star (2004) : Cathy Feely
  - Walk the Line (2005) : Vivian Cash

- Mischa Barton dans :
  - Assassinat d'un président (2008) : Francesca Facchini
  - Traquée sur la toile (2012) : Aiden Ashley
  - Operator (2015) : Pamela Miller

- Elizabeth Debicki dans :
  - Les Gardiens de la Galaxie Vol. 2 (2017) : Ayesha
  - Tenet (2020) : Kat
  - Les Gardiens de la Galaxie Vol. 3 (2023) : Ayesha

- Bijou Phillips dans :
  - Presque célèbre (2000) : Estrella Starr
  - Le monstre est vivant (2008) : Lenore Harker

- Brittany Murphy dans :
  - Écarts de conduite (2001) : Fay Hope Forrester
  - Pour le meilleur et pour le rire (2003) : Sarah McNermey

- Mena Suvari dans :
  - American Pie 2 (2001) : Heather
  - Le Jour des morts (2008) : Sarah Bowman

- Christina Ricci dans :
  - The Laramie Project (2002) : Romaine Patterson
  - Speed Racer (2008) : Trixie

- Isla Fisher dans :
  - Scooby-Doo (2002) : Mary Jane
  - Confessions d'une accro au shopping (2009) : Rebecca Bloomwood

- Denise Richards dans :
  - Opération funky (2002) : White She Devil
  - Altitude (2017) : Gretchen Blair

- Emily Blunt dans :
  - La Guerre selon Charlie Wilson (2007) : Jane Liddle
  - Petits Meurtres à l'anglaise (2010) : Rose

- Natalie Portman dans :
  - Deux Sœurs pour un roi (2008) : Anne Boleyn
  - Brothers (2009) : Grace Cahill

- Abigail Spencer dans :
  - Chasing Mavericks (2012) : Brenda Hesson
  - Target (2012) : Katie

- Elizabeth Olsen dans :
  - Old Boy (2013) : Marie
  - Godzilla (2014) : Elle Brody

- Zoe Lister-Jones dans :
  - How It Ends (2021) : Liza
  - Beau Is Afraid (2023) : Mona Wassermann jeune

- 1989[n 1] : Brouilles et Embrouilles : Debby (Sandra Bullock)
- 2001 : Bully : Lisa Connelly (Rachel Miner)
- 2002 : 40 jours et 40 nuits : Susie (Emmanuelle Vaugier)
- 2002 : Adaptation : Caroline Cunningham (Maggie Gyllenhaal)
- 2003 : Good Bye, Lenin! : Ariane Kerner (Maria Simon)
- 2005 : Le Guide du voyageur galactique : Tricia McMillan, alias « Trillian » (Zooey Deschanel)
- 2007 : Sweeney Todd : Le Diabolique Barbier de Fleet Street : Lucie Barker (Laura Michelle Kelly)
- 2007 : L'Amour aux temps du choléra : Hildebranda (Catalina Sandino Moreno)
- 2008 : Outlander : Le Dernier Viking : Freya (Sophia Myles)
- 2008 : Sept vies : Sarah Jenson (Robinne Lee)
- 2009 : I Love You, Man : Zooey (Rashida Jones)
- 2012 : Casa de mi Padre : Sonia (Genesis Rodriguez)
- 2013 : Philomena : Jane (Anna Maxwell Martin)
- 2013 : Wolverine : Le Combat de l'immortel : Yukio (Rila Fukushima)
- 2016 : Jeu trouble : Claire (Annabelle Wallis)
- 2016 : Agents presque secrets : Maggie (Danielle Nicolet)
- 2017 : Nemesis : le répondeur d'Eddy [Qui ?]
- 2017 : Last Call : Lynn Wilson (Alison Brie)
- 2021 : The King's Man : Première Mission : Mata Hari (Valerie Pachner)
- 2023 : En eaux (très) troubles : Driscell (Sienna Guillory)
- 2023 : Freud, la dernière confession : Janie Moore (Orla Brady)

#### Films d'animation
- 2000 : Joseph, le roi des rêves : voix additionnelles
- 2003 : Sinbad : La Légende des sept mers : voix additionnelles
- 2003 : Kim Possible : La Clé du temps : Bonnie Rockwaller
- 2004 : Bratz : La Star Party : Sasha
- 2004 : Shrek 2 : le commis de restauration rapide
- 2004 : Le Château ambulant : Lettie
- 2005 : Bratz : Rock Angelz : Sasha
- 2005 : Stuart Little 3 : En route pour l'aventure : Brooke
- 2005 : Kim Possible, le film : Mission Cupidon : Bonnie Rockwaller
- 2005 : Les Noces funèbres : Victoria Everglot
- 2006 : Bratz : Génie et Magie : Sasha
- 2009 : Totally Spies! Le Film : Alex / Mandy / Carmen, la mère d'Alex
- 2017 : Sahara : voix additionnelles
- 2021 : Batman: Soul of the Dragon : Silver St. Cloud

### Télévision

#### Téléfilms
- Autumn Reeser dans :
  - Les Braises d'une romance (2018) : Tyler Dawson
  - Un amour de chef (2019) : Maggie
  - Noël sous un ciel étoilé (2019) : Julie Gibbons
  - L'Héritière de Noël (2020) : Jessica Morgan
  - Une New-Yorkaise à la ferme (2021) : Lauren Garrett
  - Le Voile magique de la mariée (2022) : Emma

- Ursula Buschhorn (it) dans :
  - Un amour dangereux (2002) : Leona Dorn
  - Je te prête mon mari (2003) : Christine Keller
  - Les Couleurs de l'amour (2004) : Andrea

- Erin Cottrell dans :
  - Le Bonheur d'être aimé (2007) : Missie LaHaye
  - Street Warrior (en) (2008) : Sarah Campbell

- 1999 : Atomic Train : Grace Seger (Mena Suvari)
- 2003 : Un papa tombé du ciel : Vera (Muriel Baumeister)
- 2006 : L'Amour à tire d'aile : Karla Fisher (Suzan Anbeh)
- 2008 : Tortured : Becky (Emmanuelle Chriqui)
- 2008 : Les Aventures de Flynn Carson : Le Secret de la coupe maudite : Simone Renoir (Stana Katic)
- 2012 : Le Mystère d'Edwin Drood : Helena Landless (Amber Rose Revah)
- 2013 : Killing Kennedy : Jacqueline Kennedy (Ginnifer Goodwin)
- 2018 : Amour, gloire et cruauté : Renée Gustafson (Emma Hamilton)
- 2019 : Aussi dangereux que séduisant : Nicole Weston (Amber Goldfarb)
- 2019 : Noël à la une : Jennifer Clarke (Tiya Sircar)
- 2021 : L'Enfant secret : Katherine (Alex Paxton-Beesley)

#### Séries télévisées
- Sienna Guillory dans :
  - Miss Marple (2005) : Julia Simmons (saison 1, épisode 4)
  - The Virgin Queen (2006) : Lettice Knollys (mini-série)
  - Lucky Man (2016-2018) : Eve Alexandri (28 épisodes)

- Ellen Pompeo dans :
  - Grey's Anatomy (depuis 2005) : Dr Meredith Grey
  - Grey's Anatomy : Station 19 (2018-2023) : Dr Meredith Grey (3 épisodes)
  - Good American Family (2025) : Kristine Barnett (mini-série)

- Mischa Barton dans :
  - Deuxième Chance (2001-2002) : Katie Singer
  - Newport Beach (2003-2006) : Marissa Cooper

- Raelee Hill dans :
  - Farscape (2002-2003) : Sikozu
  - Farscape : Guerre pacificatrice (2004) : Sikozu (mini-série)

- Emmanuelle Chriqui dans :
  - Entourage (2005-2011) : Sloan McQuiwick
  - First Murder (2015) : sergent Raphaelle « Raffi » Veracruz

- Meaghan Rath dans :
  - Being Human (2011-2014) : Sally Malik
  - Secrets and Lies (2015) : Nicole Murphy

- Brit Marling dans :
  - The OA (2016-2018) : Prairie Johnson / The OA
  - Un meurtre au bout du monde (2023) : Lee Andersen (mini-série)

- Miriam Silverman (en) dans :
  - The Night Agent (2025) : Gretchen (saison 2, épisodes 1 et 6)
  - Vrais voisins, faux amis (2025) : Gretchen Reagan (8 épisodes)

- 1999 : Hartley, cœurs à vif : Tess Mason (Katherine Hicks)
- 2000-2001 : FBI Family : Celeste Arno (Cameron Richardson)
- 2001 : Rosamunde Pilcher : Lisa Norton
- 2002 : Disparition : Nina Roth (Camille Sullivan) (mini-série)
- 2002-2003 : Firefly : Kaylee Frye (Jewel Staite)
- 2002-2003 : Dawson : Emma Jones (Megan Gray)
- 2002-2004 : MI-5 : Zoe Reynolds (Keeley Hawes)
- 2003 : Miss Match : Kate Fox (Alicia Silverstone)
- 2006 : Esprits criminels : Lila Archer (Amber Heard)
- 2007 : Oliver Twist : Rose Maylie (Morven Christie) (mini-série)
- 2007-2008 : Starter Wife : Liz Marsh (Danielle Nicolet)
- 2011 : De grandes espérances : Miss Havisham (Gillian Anderson) (mini-série)
- 2012-2017 : Grimm : Rosalee Calvert (Bree Turner)
- 2013-2016 : Rectify : Amantha Holden (Abigail Spencer)
- 2013-2014 : House of Cards : Christina Gallagher
- 2014 : The Honourable Woman : Nessa Stein (Maggie Gyllenhaal) (mini-série)
- 2015 : Panthers : Naomi Franckom (Samantha Morton)
- 2016 : High Maintenance : Anja Jacobs (Ismenia Mendes)
- 2016 : Chicago Med : Mme James (Demetria McKinney (en)) (saison 2, épisode 2)
- 2017 : Elven, la rivière des secrets : Grace (Ánne Mággá Wigelius)
- 2017-2019 : Preacher : Lara Featherstone (Julie Ann Emery) (2e voix, 24 épisodes)
- 2019-2020 : His Dark Materials : À la croisée des mondes : Serafina Pekkala (Ruta Gedmintas)
- 2022 : Mo : Shila Patel (Kausar Mohammed (en)) (saison 1, épisode 4)
- 2022 : Santo (es) : Arantxa Rivera (María Vázquez (es))
- 2023 : The Mandalorian : la commandante Shuggoth (Joanna Bennett) (saison 3, épisode 6)
- 2023 : Slip (en) : Vanessa (Lily Gao (en))
- 2024 : Nightmares and Daydreams par Joko Anwar (en) : Naya (Putri Ayudya)
- 2024 : Before (en) : Barbara (Maria Dizzia) (mini-série)

#### Séries d'animation
- L'Odyssée : Calypso, Mira, Sténo
- Kim Possible : Bonnie Rockwaller/Adrena Lynn
- Phinéas et Ferb : Jenny
- SpieZ ! Nouvelle Génération : Alex
- Totally Spies! : Alex / Mandy / Carmen la mère d'Alex
- Bratz : Sasha
- Xcalibur : Erine, Fédora
- Dofus : Aux trésors de Kerubim : Cancoon
- Cupcake et Dino : Services en tout genre : Mairesse Vicky
- 2020-2021 : Ollie et le Monstrosac : Pyper

### Jeux vidéo
- 2000 : Nox : Femme 2 & 3, Tanya, Dryade
- 2012 : Tom Clancy's Ghost Recon: Future Soldier : l'opératrice du SDI et voix additionnelles
- 2016 : Dishonored 2 : des Sorcières[6]
- 2017 : Dishonored : La Mort de l'Outsider : des Aveuglées[6]
- 2017 : Call of Duty: WWII :  Marie Fischer[n 2]
- 2019 : Death Stranding : Amélie
- 2022 : God of War: Ragnarök : Verdandi
- 2023 : Diablo IV : ?
- 2023 : Final Fantasy XVI : ?
- 2023 : Song of Nunu: A League of Legends Story : Layka
- 2024 : Apollo Justice: Ace Attorney Trilogy : ?
- 2024 : Totally Spies! - Cyber Mission : Alex

## Voix off

### Publicités
- Deezer
- Mobalpa (2014)
- V'tech (Hiver 2015)
- Contrex (2016)
- Netflix (S.T.A.N) (2019)

### Émission(s)
- 2011-2016 : Baby Boom (TF1)
- La Nature dans toutes ses formes (documentaire, France 5)

Livre(s) audio
• Les orangers de Versailles (2000) - D’Annie Pietri